# Ру, Патрик
Патрик Ру (фр. Patrick Roux; род. 29 апреля 1962, Алес) — французский дзюдоист, чемпион и призёр чемпионатов Франции и Европы, призёр чемпионата мира, участник летних Олимпийских игр 1988 года в Сеуле.

## Олимпиада
В первой схватке Олимпиады (1/16 финала) Ру победил египтянина Эмаделдина Хассана, в 1/8 финала — представителя Болгарии Павла Ботева, а в четвертьфинале — венгра Йожефа Чака. В полуфинальной схватке Ру проиграл будущему чемпиону Олимпиады, представителю Южной Кореи Киму Джэ Ёпу, а в утешительной — бронзовому призёру этой Олимпиады, советскому дзюдоисту Амирану Тотикашвили. По результатам соревнований Ру занял пятое место.